# محزرة (حفاش)

تعديل مصدري - تعديل

محزرة هي إحدى قرى عزلة جبل نعمان بمديرية حفاش التابعة لمحافظة المحويت، بلغ تعداد سكانها 274 نسمة حسب تعداد اليمن لعام 2004.